# 4736 Johnwood
A 4736 Johnwood (ideiglenes jelöléssel 1983 AF2) egy kisbolygó a Naprendszerben. Carolyn Shoemaker fedezte fel 1983. január 13-án.